# Catharine Daddario
Pour les articles homonymes, voir Daddario.
Catharine Daddario est une actrice américaine, née le 16 décembre 1995 à New York.

## Biographie
Catharine Daddario naît le 16 décembre 1995 à New York, de Richard Daddario, procureur, et de Christina Daddario, avocate. Benjamine d'une fratrie de trois enfants, elle est la sœur cadette d'Alexandra et de Matthew Daddario.
Elle obtient un bachelor en anglais, rhétorique et linguistique en 2015, dans l'un des établissements de la City University de New York, Hunter College. Elle est essentiellement connue comme une influenceuse du réseau Instagram où elle totalise plus de 190 000 abonnés. 

## Filmographie

### Cinéma
Longs métrages
- 2019 : Lake Artifact[4] de Bruce Wemple : Grace
- 2020 : Monstrous de Bruce Wemple : Haley
- 2020 : The Retreat de Bruce Wemple : Frieda
- 2020 : Donna Stronger Than Pretty[5] de Jaret Martino : Sybil
- 2021 : Alia's Birth de Sam Abbas : Kelly
- 2021 : My Best Friend's Dead de Bruce Wemple : Amanda
- 2022 : Dying for a Crown de Damián Romay : Elle
- 2022 : Dance Dads de Brock Harris : Carlie Goodhart
- 2023 : The Tomorrow Job de Bruce Wemple : Cici
- 2023 : The Midway Point de Lucca Vieira : Alice
- 2024 : Blue et Compagnie de John Krasinski : la mère de Bea

#### Courts métrages
- 2017 : Wilde Eastern de Penelope Lawson : Scarlet Redd
- 2020 : White Whale de Liz Spruell : Snob (voix)
- 2021 : Misfortune Cookies de Andrew Kevelson : Kiki
- 2022 : The Rose Ceremony de Shannon Walsh
- 2022 : I’m Losing You de Courtney Sposato et Mark Sposato : Bea
- 2022 : Where the Light Enters de Paige Sciarrino : Charlotte

### Télévision

#### Courts métrages télévisés
- 2020 : After Life de Michael Cerisano : Lucy

### Biographie complémentaire
- (en-US) Erica Commisso, « Getting to Know Catharine Daddario », Entretien avec l'actrice, sur www.theextravagant.com, 22 avril 2018 (consulté le 28 novembre 2024)